# Heinz von Foerster

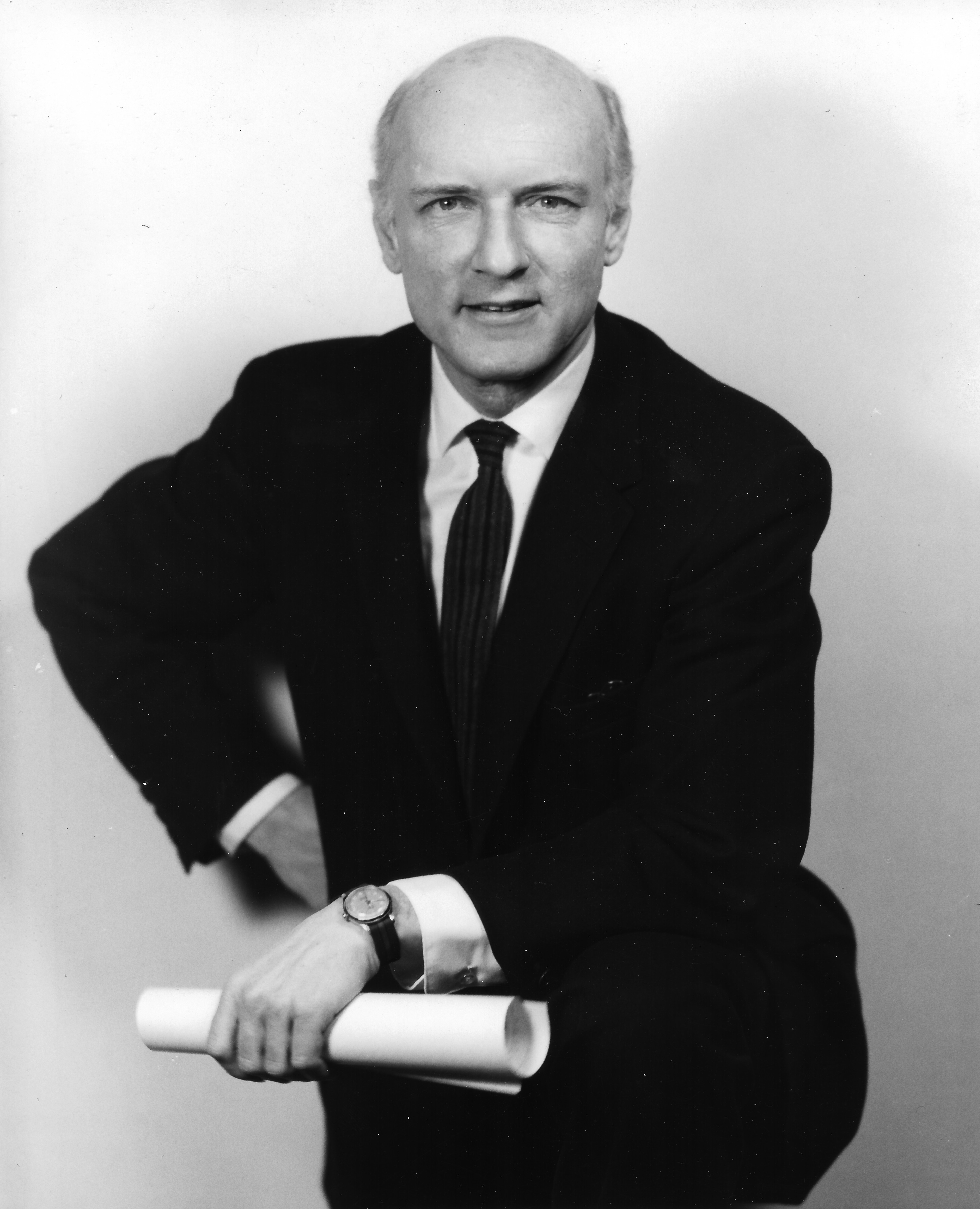
Heinz von Foerster in 1963 in het "Biological Computer Laboratory" aan de Universiteit van Illinois.

Heinz von Foerster (Wenen, 13 november 1911 - Pescadero, Californië, 2 oktober 2002) was een Oostenrijks-Amerikaans fysicus en cyberneticus die in zijn werk de filosofie en fysica wist te combineren. Hij groeide op in een omgeving met sterke intellectuele invloeden, waaronder zijn familie en de bekende filosoof Ludwig Wittgenstein, die een vriend van de familie was.
Na het behalen van zijn diploma in de natuurkunde aan de Technische Universiteit in Wenen in 1935, behaalde von Foerster zijn doctoraat in de natuurkunde aan de Universiteit van Breslau in 1944. In 1948 publiceerde hij een belangrijk werk getiteld "Das Gedächtnis: Eine quantenphysikalische Untersuchung" (" Het Geheugen: Een kwantumfysisch onderzoek"). Dit artikel trok de aandacht van Warren McCulloch, de voorzitter van de Macy-conferenties, die von Foerster uitnodigde om deel te nemen aan de bijeenkomsten om zijn ideeën over het geheugenmechanisme te bespreken. McCulloch hielp later von Foerster bij het verkrijgen van een positie in de afdeling Elektrotechniek aan de Universiteit van Illinois in Urbana-Champaign.

Na een sabbatical periode waarin hij neurofysiologie bestudeerde onder leiding van McCulloch en Arturo Rosenbluth, keerde von Foerster terug naar de Universiteit van Illinois, waar hij het Biological Computer Laboratory (BCL) oprichtte. Het BCL werd al snel een toonaangevend centrum voor innovatie op het gebied van cybernetica en vormde de broedplaats voor het concept van "tweede-orde cybernetica." Het BCL bevorderde interdisciplinaire samenwerking en trok vooraanstaande wetenschappers aan, waaronder Margaret Mead, Francisco Varela en Humberto Maturana. Het laboratorium organiseerde conferenties, publiceerde wetenschappelijke werken en stimuleerde discussies over uiteenlopende onderwerpen, variërend van de ideeën van McCulloch en Walter Pitts tot het opkomende concept van "bionica," taalkunde, spraak, cognitiewetenschap en Maturana's theorie van autopoiesis.